# Saint-Christol-de-Rodières
Saint-Christol-de-Rodières település Franciaországban, Gard megyében. Lakosainak száma 160 fő (2022. január 1.). Saint-Christol-de-Rodières Aiguèze, Cornillon, Issirac, Laval-Saint-Roman, Saint-Laurent-de-Carnols és Salazac községekkel határos.

## Népesség
A település népessége az elmúlt években az alábbi módon változott:
| Lakosok száma | 108  | 110  | 130  | 155  | 172  | 168  | 160  | 162  | 160  | 160  |
|               | 1968 | 1982 | 1990 | 2006 | 2013 | 2015 | 2017 | 2019 | 2020 | 2022 |